# ヒメヨシゴイ

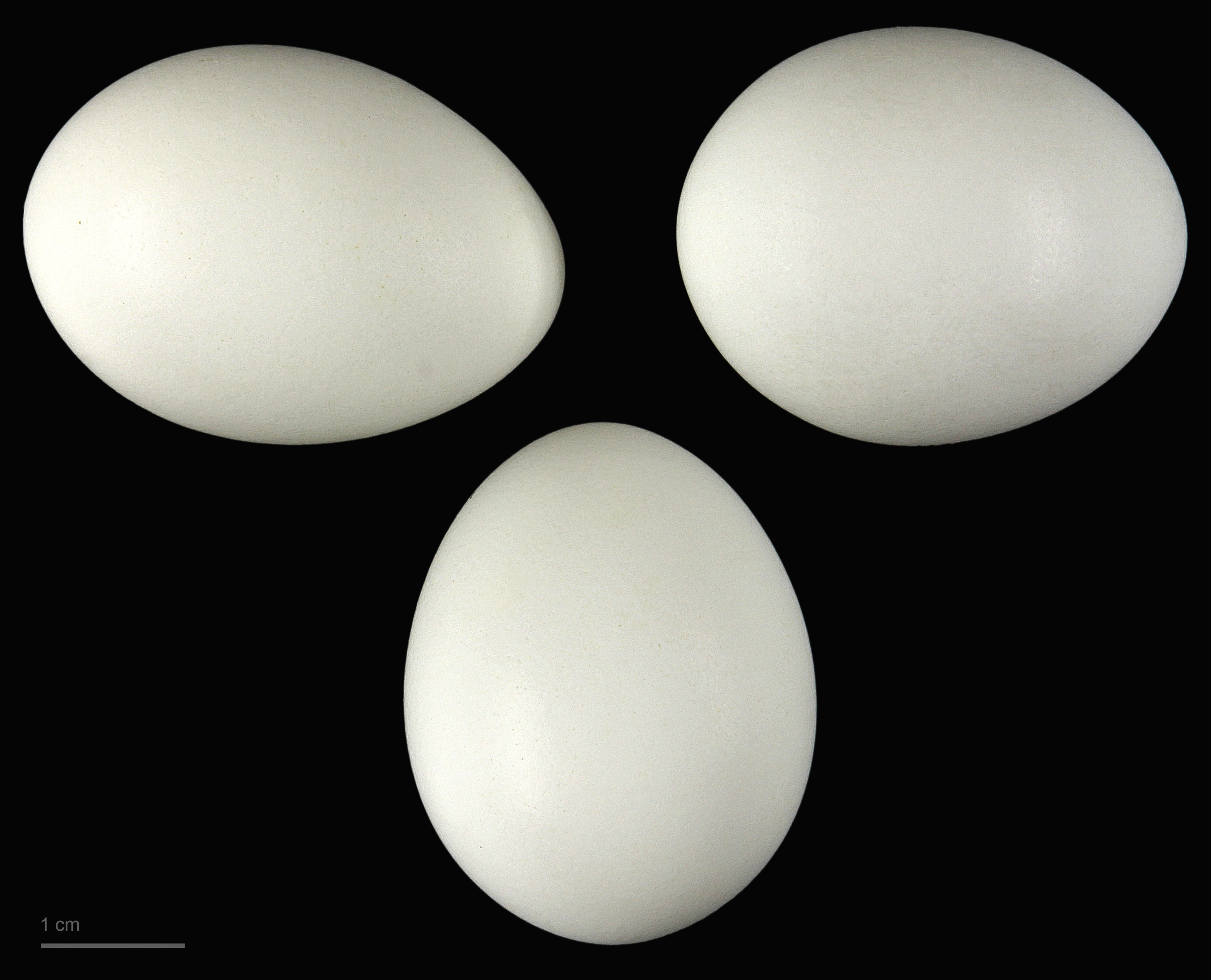
Ixobrychus minutus

ヒメヨシゴイ（姫葦五位、学名:Ixobrychus minutus）は、ペリカン目サギ科に分類される鳥類の一種である。

## 分布
中部、南部ヨーロッパから中近東、中央アジアにかけてと、アフリカ、マダガスカル、オーストラリア、ニュージーランドに分布する。

## 形態
体長約28-36cm。雄は頭上と背中、肩羽、尾が緑光沢のある黒色で、顔と頸が赤褐色、喉が褐色がかった白色、胸から腹にかけては淡い黄褐色で褐色の縦斑がある。肩羽には白い筋が入る。雌は頭上は黒色で、背中が赤褐色に黄褐色の斑が入る。嘴と脚は緑がかかった黄色である。

## 生態
湿地や沼地の周辺の茂みの中に生息する。
魚類や両生類を捕食する。水生昆虫もかなり食べる。
水辺のアシ原や草薮の中に番いで営巣するが、まれに小さなコロニーを形成することもある。造巣は主に雄が行う。1腹4-7個の卵を産み、抱卵期間は17-19日である。抱卵、育雛は雌雄協同で行う。雛は7-8日で巣から出て巣の近くで過ごす。25-30日で親から独立する。

## 亜種
以下の4亜種に分類される。
- Ixobrychus minutus minutus

基亜種。ヨーロッパからアジア、アフリカ北部に分布。
- Ixobrychus minutus payesii

アフリカ中部から南部に分布。
- Ixobrychus minutus podiceps

マダガスカルに分布。
- Ixobrychus minutus novaezelandiae

オーストラリア、ニュージーランドに分布。オーストラリアヨシゴイ若しくはさらにニュージーランドヨシゴイとして別種に分類する説もある。